# Messages de feu Demoiselle R.V. Troussova
Les Messages de feu Demoiselle R.V. Troussova (en russe Poslanija pokojnoj R. V. Trusovoj), op. 17, est une cantate de chambre pour soprano et orchestre de chambre de György Kurtág. Composée entre 1976 et 1980 sur vingt et un poèmes de la poétesse russe Rimma Dalos pour une commande du Ministère de la culture français et de l'Ensemble intercontemporain, elle est créée le 14 janvier 1981 par Sylvain Cambreling dirigeant l'Ensemble intercontemporain au Palais de Tokyo à Paris. 

## Structure
1. Solitude: Poèmes 1 et 2
2. Quelque peu érotique: Poèmes 3 à 6
3. Expérience amère - Douceur et chagrin: Poèmes 7 à 21
4. Épilogue

- Durée d'exécution: vingt-six minutes

## Instrumentation
- un cor, un hautbois, une clarinette, une mandoline, un cymbalum, une harpe, un piano, un célesta, un vibraphone, un tambour, cloches, quatre gongs, tam-tam, deux trombones (piccolo, basse), grosse caisse, maracas,woodblock, tôles de métal, violon, alto, contrebasse.

La durée d'exécution est de vingt-six minutes.